# Orbit-Hospital
Orbit-Hospital (englisch Sector General) ist ein Zyklus von Science-Fiction-Romanen und -Kurzgeschichten von James White. Die ab 1957 im Laufe mehrerer Jahrzehnte entstandenen Erzählungen über das Orbit-Hospital wurden von White in zwölf Büchern zusammengefasst, in denen er Ungereimtheiten der Erstausgaben bereinigte. Zehn dieser Bücher sind mittlerweile auf Deutsch erschienen.

## Der Anfang
Die Idee zu einem Krankenhaus am Rande der Galaxis geht auf Whites Kurzgeschichte To Kill or Cure (dt. Töten oder Heilen), erschienen in der Kurzgeschichtensammlung The Aliens Among Us (dt. Brüder im Kosmos), zurück. In dieser Geschichte versucht ein Militärarzt den Überlebenden eines abgestürzten, außerirdischen Raumschiffs zu retten.
Der Beginn der Sector General (so die englische Bezeichnung) Reihe liegt im Jahr 1957. White bot Ted Carnell, dem Herausgeber von New Worlds, eine 17.000-Wörter-Geschichte mit dem Titel Sector Twelve General Hospital an. Carnell, dessen erste Reaktion war, die Story zur Überarbeitung zurückzugeben, da er bemängelte, die Geschichte ähnele zu sehr der Fernsehserie Emergency Ward 10, nur in galaktischem Ausmaß, hatte jedoch in der November-Ausgabe von New Worlds noch eine Lücke von gerade 17.000 Wörtern zu füllen und nahm die Geschichte an. Carnell, dem die Idee der Geschichte grundsätzlich gefiel, riet White, ab und an weitere Geschichten über das Hospital zu schreiben. Daraus entwickelte sich dann ein ganzes Universum voller kranker und verletzter Aliens, bis hin zu einem ganzen Planeten, der geheilt werden muss.
Der Reiz der Orbit-Hospital-Bücher liegt in den außerirdischen Wesen begründet, die sich im Hospital tummeln und die durch ihr fremdartiges Aussehen und ihre Gewohnheiten, ihre Gefühlswelt, ihre Wahrnehmung, ihr Benehmen und die von ihnen bevorzugten Umweltbedingungen dem Leser als „echte“ Aliens erscheinen. Das gilt natürlich auch andersherum, wenn sich die Bewohner eines anderen Planeten vor den Essgewohnheiten der Menschen ekeln, oder wenn sie menschliches Lachen als bellen empfinden. Das Hospital ist, wie White den Psychologen O’Mara sagen lässt, ein organisatorischer Witz.

## Das Hospital
Das Krankenhaus selbst liegt am Rand des galaktischen Sektors zwölf, zwischen der Milchstraße und den Magellanschen Wolken, und wurde von einer Föderation von Menschen und Aliens geschaffen. Zu dieser Föderation stoßen immer wieder neue Rassen hinzu. Die Gründung des Hospitals geht auf einen Unfall auf einem Weltraumbahnhof auf dem Planeten Melfa zurück. Dort warteten verschiedene Spezies auf ihre Raumschiffe.
Durch einen Unfall wurde die Wartehalle der für die meisten Anwesenden tödlichen melfanischen Atmosphäre ausgesetzt.
Das Hospital selbst besitzt 384 Ebenen, auf denen die Lebensbedingungen der verschiedenen Rassen hergestellt werden können. Zwischen Null-G und 10-facher Erdschwerkraft, Chlor- und Methanatmosphären, ganze Urwald- und Unterwasserhabitate sind vorhanden.
Die Kontrolle, Organisation und Logistik des Krankenhauses liegt bei einer interstellaren Polizeitruppe, dem Monitorkorps. Diese Organisation, die die Aufgaben von Polizei und Militär in sich vereint, ist -wenn es sich um medizinische Fragen handelt- dem medizinischen Personal des Hospitals zum Teil unterstellt. Dem Monitorkorps ist an der Erhaltung des Friedens in der Galaxis gelegen, Gewalt wird nur als letztes Mittel verwendet. Überdies sind Spezialisten des Monitorkorps für Erstkontakte mit unbekannten Spezies zuständig.
Wie in jedem Krankenhaus herrscht auch im Orbit-Hospital eine Rangordnung des medizinischen Personals. Neben dem Pflegepersonal gibt es Assistenzärzte, Ärzte, Chefärzte und Diagnostiker.
White erfand ein System von Psycho-Bändern, die in die Gehirne von Chefärzten und Diagnostikern überspielt werden können. Auf den einzelnen Bändern befinden sich die physiologischen Fakten einer Spezies, sowie die Persönlichkeit und das Gedächtnis desjenigen Wesens, das dieses Wissen besessen hatte. Damit kann dem jeweiligen Patienten einer Spezies die richtige Hilfe geleistet werden, egal welcher Spezies der behandelnde Arzt angehört. Während einem Chefarzt nur ein bis zwei dieser Bänder gleichzeitig zugemutet werden, geht man davon aus, dass Diagnostiker geistig so stabil sind, dass sie in der Lage sind, die Daten von bis zu zehn Bändern mit sich „herumzuschleppen“.

## Die Charaktere
Die immer wiederkehrenden Charaktere der Reihe sind Dr. Peter Conway, ein menschlicher Arzt, der cinrusskische Dr. Prilicla, ein spinnenartiges Wesen das von einer Welt mit niedriger Schwerkraft stammt und auf Emotionen reagiert, die menschliche Krankenschwester und spätere Pathologin Murchison, die Conways Lebensgefährtin wird, der menschliche Chefpsychologe O’Mara sowie die Krankenschwester Naydrad, eine raupenähnliche Kelgianerin. Insgesamt bevölkern sechzig bekannte, intelligente Rassen Whites Universum.

## Das Klassifizierungssystem
Damit den jeweiligen Verletzten oder Kranken die richtige Hilfe zuteilwerden kann, erfand White ein physiologisches Klassifizierungssystem, das aus vier Buchstaben besteht. Dieses System ist allerdings nicht durchgängig und exakt, was daran liegen mag, dass die Reihe um das Orbit-Hospital nicht geplant war und eher zufällig weiter wuchs. Der erste Buchstabe bestimmt die Einordnung der Lebensformen, beginnend mit A.
Wesen der Gruppe A–C sind Wasseratmer, D–F sind warmblütige Sauerstoffatmer, G–K sind insektenartige Wesen von Planeten niedriger Schwerkraft, die ebenfalls Sauerstoff benötigen, unter L–M fallen vogelartige Wesen, mit O–P werden Chloratmer klassifiziert und Q–Z bilden Wesen, die sehr exotisch sind, wie lebende Kristalle, Wesen, die superheißen Dampf atmen, Telepathen, Gestaltwandler usw. Vor allem an den letzten Gruppen erkennt man, dass das Vier-Buchstaben-System nicht durchgängig angewendet wurde.

## Die Bücher

### Hospital Station
Der als erster Roman des Orbit-Hospital-Zyklus erschienene Band Hospital Station, ist eigentlich eine Sammlung von fünf Kurzgeschichten, die nur lose miteinander verbunden sind. Der erste Teil Der Mediziner (O’Mara’s Orphan) erzählt die Geschichte des späteren Chefpsychologen des Hospitals, O’Mara. Die Handlung spielt während des Baus des Hospitals. Der zweite Teil, das Orbit-Hospital (Sector General) führt den späteren Chefarzt Peter Conway in die Handlung ein, der seine Tätigkeit zunächst als Assistenzarzt beginnt.
Der Dritte Teil, Probleme mit Emily (Trouble With Emily) handelt von einem Arzt mit PSI-Fähigkeiten, der die Größe einer Backpflaume hat, und dessen Patienten, der in etwa die Größe eines Sauriers besitzt. Im vierten Teil, ein außergewöhnlicher Besuch (Visitor at Large), wird der insektenartige Empath Dr. Prilicla eingeführt. Im fünften Teil Ein Schiffbrüchiger (Out-Patient), wird Conway zum Chefarzt befördert und muss die Probleme mit eben jenem erkrankten Schiffbrüchigen lösen.

### Star-Chirurg
Für Star Chirurg wurden die beiden Kurzgeschichten Field Hospital und Resident Physician zum Roman erweitert. Unter anderem wird die Galaktische Föderation in einen bewaffneten Konflikt mit dem Etlanischen Imperium verwickelt und das Orbit-Hospital dient als Feldlazarett für Verwundete und sterbende Kombattanten und Zivilisten.

### Großoperation
Für Großoperation wurden die Kurzgeschichten Invader, Vertigo, Blood Brother, Meatball und Major Operation zu einem Roman zusammengeführt. Unter anderem wird das Krankenhaus von einem unsichtbaren Wesen bedroht, welches nur von dem Empath Dr. Prilicla aufgespürt werden kann.

### Ambulanzschiff
Der vierte Roman Ambulanzschiff vereinigt die Kurzgeschichten Contagion, Quarantine und Recovery. Dr. Conway wird auf einen „interstellaren Krankenwagen“ namens Rhabwar versetzt, der auf Notfälle havarierter Raumschiffe der Föderation noch unbekannter Spezies spezialisiert ist. Neben den bis dahin eingeführten Hauptpersonen kommt hier erstmals eine neue hinzu. Der Kapitän der Rhabwar ist ein Monitor namens Fletcher. Da dieser, außer in medizinischen Dingen, das Kommando führt, bietet diese Figur White die Möglichkeit, die Dinge auch einmal aus einer anderen als der Arzt-Sicht zu schildern.
Zusätzlich enthält Ambulanzschiff die „ungeschriebene Geschichte des Orbit-Hospitals“ wo White etwas über die Entstehungsgeschichte der Reihe und deren Charaktere preisgibt.

### Sector General
Der Roman besteht aus den erweiterten Kurzgeschichten Accident, Survivor, Investigation und Combined Operation. In Accident wird ein Teil der Geschichte der Föderation erzählt.

### Der Wunderheiler
Der Roman handelt davon, wie Dr. Conway und die Besatzung der Rhabwar eine ganze Spezies von einer Psychose heilen. Conway wird zum Diagnostiker und darf nun bis zu zehn Psycho-Bändern in sein Gehirn einspielen lassen. Der Leser erfährt dadurch, wie es ist, wenn eine der Persönlichkeiten in Conways Kopf stärker als die anderen hervortritt und die Kontrolle übernimmt. Da ekelt sich Conway schon mal vor dem Aussehen seines eigenen Körpers und Murchison, seine Ehefrau, sieht aus der Sicht eines anderen Wesens gar nicht mehr so anziehend aus.
Bemerkenswert und ärgerlich ist, dass der Wunderheiler in Deutschland nach Notfall Code Blau herausgebracht wurde. Der Verlag hat damit einen großen Fehler begangen, da Notfall Code Blau zum Teil auf dem vorherigen Roman aufbaut. Deshalb steht hier auch dieser Roman an der richtigen Stelle der Reihenfolge. Um sich nicht um den Lesegenuss zu bringen, sollte Der Wunderheiler vor Notfall Code Blau gelesen werden.

### Notfall Code Blau
In diesem Roman beschreibt White erstmals das Hospital aus der Sicht eines Alien.
Die vom Planeten Sommaradva stammende Cha Thrat ist, obwohl sie eine der fleißigsten Schülerinnen des Hospitals ist, ein Magnet für Ärger. Sie gerät in immer neue Schwierigkeiten. Aufgrund der sozialen Verhältnisse auf ihrem Planeten hat sie größere Anpassungsschwierigkeiten. In der deutschen Übersetzung ist Cha Thrat weiblich, während White in der Originalfassung „it“ verwendet.

### Radikaloperation
Dieser Roman handelt ebenfalls von einem nicht menschlichen Wesen, dem Arzt Lioren, einem Wesen vom Planeten Tarlan. Dieser Arzt hätte durch eine Fehldiagnose beinahe ein gesamtes Volk ausgerottet. Obwohl er seitdem an schwersten Schuldgefühlen leidet, schafft er es, seine Hemmungen zu überwinden und psychisch erkrankte Patienten des Hospitals zu heilen.
White befasst sich in diesem Roman unter anderem mit Euthanasie, unheilbaren Krankheiten bzw. dem Tod, Psychologie und pangalaktischer Theologie.

### Chef de Cuisine
In diesem Roman ist die Hauptperson ebenfalls nicht menschlicher Natur. Ein Tralthaner
namen Gurransevas hat es sich zum Ziel gesetzt, das Essen des Hospitals schmackhafter für jede Spezies zu machen. Da es bei den Versuchen Gurransevas zu Verwechslungen kommt und sämtliche Bewohner des Hospitals ob der Versuche auf die Barrikaden gehen, wird Gurransevas schließlich auf die Rhabwar versetzt.
Der Leser erfährt einiges über die Logistik des Orbit-Hospitals, aber auch medizinische Probleme werden, wie in jedem Roman der Reihe, behandelt. Dabei ist Chef de Cuisine der humorvollste aller Romane der Reihe.

### Die letzte Diagnose
Der letzte in deutscher Sprache erschienene Roman handelt von dem irdischen Patienten Hewlitt, der seit seiner Kindheit an den verschiedensten Beschwerden leidet, ohne dass ihm die Ärzte bisher helfen oder zumindest die Ursache feststellen konnten, weswegen er nun als letzte Option das Orbit-Hospital aufsucht.

### Mind Changer (noch nicht auf Deutsch erschienen)
Major O’Mara bereitet sich auf seinen wohlverdienten Ruhestand vor. Während einerseits mehr oder minder geeignete Kandidaten für seine Nachfolge unter die Lupe genommen werden und ihre Praxistauglichkeit im Orbit-Hospital beweisen müssen, führen Rückblenden zurück zu den Anfängen der Karriere des Chefpsychologen.

### Double Contact (noch nicht auf Deutsch erschienen)
Eine von dem Empath Dr. Prilicla angeführte Rettungsmission findet zwei bis dahin der Föderation unbekannte intelligente Spezies. Was als Rettungsmission beginnt, entwickelt sich zu zwei parallel stattfindenden Erstkontaktmissionen.
Mit dem letzten Roman der Orbit-Hospital-Reihe schrieb White eine Version seiner Lieblingskurzgeschichte First Contact (1945) von Murray Leinster.

## Ausgaben

### Romane und Sammlungen
In der deutschen Heyne-Ausgabe sind die Bände 6 und 7 gegenüber der Reihenfolge der Originalausgabe vertauscht. Die Übersetzungen hat vom 1. bis zum 10. Band Kalla Wefel besorgt.
- 1 Hospital Station (1962, Sammlung)
  - Deutsch: Die Weltraum-Mediziner. Moewig (Terra #390/391), 1965. Auch als: Die Weltraum-Mediziner. Ullstein 2000 #128 (3331), 1977, ISBN 3-548-03331-8. Auch als: Hospital Station. Heyne Science Fiction & Fantasy #4974, 1993, ISBN 3-453-06219-1.
- 2 Star Surgeon (1963)
  - Deutsch: Der Kampf der Weltraum-Mediziner. Moewig (Terra #398/399), 1965. Auch als: Kampf der Weltraum-Mediziner. Ullstein 2000 #137 (3396), 1978, ISBN 3-548-03396-2. Auch als: Star-Chirurg. Heyne Science Fiction & Fantasy #4975, 1993, ISBN 3-453-06220-5.
- 3 Major Operation (1971, Sammlung)
  - Deutsch: Die Ärzte der Galaxis. Pabel (Terra Taschenbuch #203), 1973. Auch als: Großoperation. Heyne Science Fiction & Fantasy #4976, 1993, ISBN 3-453-06221-3
- 4 Ambulance Ship (1979, Sammlung)
  - Deutsch: Das Ambulanzschiff. Moewig Science Fiction #3507, 1980, ISBN 3-8118-3507-6.  Auch als: Das Ambulanzschiff. Heyne Science Fiction & Fantasy #4977, 1993, ISBN 3-453-06222-1.
- 5 Sector General (1983, Sammlung)
  - Deutsch: Sector General. Heyne Science Fiction & Fantasy #4978, 1993, ISBN 3-453-06598-0.
- 6/7 Code Blue — Emergency (1987)
  - Deutsch: Notfall Code Blau. Heyne Science Fiction & Fantasy #4979, 1994, ISBN 3-453-07766-0.
- 7/6 Star Healer (1985)
  - Deutsch: Der Wunderheiler. Heyne Science Fiction & Fantasy #4980, 1995, ISBN 3-453-07969-8.
- 8 The Genocidal Healer (1991)
  - Deutsch: Radikaloperation. Heyne Science Fiction & Fantasy #4981, 1996, ISBN 3-453-09462-X.
- 9 The Galactic Gourmet (1996)
  - Deutsch: Chef de Cuisine. Heyne Science Fiction & Fantasy #4982, 1997, ISBN 3-453-12636-X.
- 10 Final Diagnosis (1997)
  - Deutsch: Die letzte Diagnose. Heyne Science Fiction & Fantasy #5114, 1999, ISBN 3-453-13336-6.
- 11 Mind Changer (1998)
- 12 Double Contact (1999)

### Kurzgeschichten
- Sector General (1957)
  - Deutsch: Kapitel Sieben in Die Weltraum-Mediziner 1. Teil. 1965.
- Tableau (1958)
- Trouble With Emily (1958)
  - Deutsch: Kapitel Eins in Die Weltraum-Mediziner 2. Teil. 1965.
- Occupation: Warrior (1959)
  - Deutsch: Der Krieger. In: Brüder im Kosmos. Pabel (Terra Taschenbuch #193), 1972.
- Visitor at Large (1959)
  - Deutsch: Kapitel Sieben in Die Weltraum-Mediziner 2. Teil. 1965.
- O’Mara's Orphan (1960, auch als Medic)
  - Deutsch: Kapitel Eins in Die Weltraum-Mediziner 1. Teil. 1965.
- Out-Patient (1960)
  - Deutsch: Kapitel Vierzehn in Die Weltraum-Mediziner 2. Teil. 1965.
- Countercharm (1960)
  - Deutsch: Gegenzauber. In: Josh Pachter (Hrsg.): Top Science Fiction: Dritter Teil. Heyne Science Fiction & Fantasy #4654, 1990.
- Resident Physician (1961)
  - Deutsch: Leibarzt. In: Brian W. Aldiss, Wolfgang Jeschke (Hrsg.): Titan 19. Heyne Science Fiction & Fantasy #3949, 1983, ISBN 3-453-30879-4.
- Field Hospital (1962, Roman)
- Invader (1966)
  - Deutsch: Kapitel Eins in Die Ärzte der Galaxis. 1973.
- Vertigo (1968)
  - Deutsch: Kapitel Fünf in Die Ärzte der Galaxis. 1973.
- Blood Brother (1969)
  - Deutsch: Kapitel Sieben in Die Ärzte der Galaxis. 1973.
- Meatball (1969)
  - Deutsch: Kapitel Neun in Die Ärzte der Galaxis. 1973.
- Major Operation (1971)
  - Deutsch: Kapitel Zwölf in Die Ärzte der Galaxis. 1973.
- Spacebird (1973)
- Contagion (1979)
  - Deutsch: Vorsicht – ansteckend!. In: Das Ambulanzschiff. 1980.
- Quarantine (1979)
  - Deutsch: Quarantäne. In: Das Ambulanzschiff. 1980.
- Recovery (1979, auch als Ambulance Ship, 1980)
  - Deutsch: Bergung mit Hindernissen. In: Das Ambulanzschiff. 1980.
- Accident (1983)
- Combined Operation (1983)
- Investigation (1983)
- Survivor (1983)

### Sammelbände
- Tales of Sector General (1999, Bände 9 bis 11)
- Beginning Operations (2001, Bände 1 bis 3)
- Alien Emergencies (2002, Bände 4 bis 6)
- General Practice (2003, Bände 7 und 8)